# アンソニー・J・デマリア
アンソニー・J・デマリア（Anthony J. DeMaria、1931年 -）は、イタリア生まれのアメリカ合衆国の物理学者。専門分野はレーザーとその応用であり、特にピコ秒レーザーパルスの研究で知られる。

## 来歴
1956年にコネチカット大学で基礎工学のPh.D.を取得し、1960年から1994年までユナイテッド・テクノロジーズの研究センターに勤務し、レーザーに対する音響光学の応用、ガラスレーザーの受動Qスイッチとモードロック、高速フローおよび導波RF励起CO2レーザー、CO2レーザーレーダーシステム、ファイバーオプティックス・センサーの研究を行い、1985年から1994年までは研究所の副主幹を務めた。1994年にDeMaria ElectroOptics Systemsを設立した。2001年にCoherent, Inc.に買収された。現在、デマリアはそこのチーフ・サイエンティストを務めている。コネチカット大学のECEに所属する教授でもあり、レンセラー工科大学の助教授とカリフォルニア工科大学のDistinguished Fairchild Scholar を務めていたこともある（1982年 – 1983年）。
45件の特許を保持しており、米国科学アカデミーと全米技術アカデミーの一員であり、コネチカット科学技術アカデミー、米国光学会、SPIEの元会長であり、アメリカ物理学会、IEEE、米国光学会、SPIEのフェローである。1980年にIEEEモーリス・N・リーブマン記念賞を「最初のピコ秒光パルス発生器の開始及び実証への貢献」により受賞した。